# Twelve Reasons to Die II
Twelve Reasons to Die II ist das zwölfte Soloalbum des US-amerikanischen Rappers Ghostface Killah. Es erschien am 10. Juli 2015 über die Plattenfirma Linear Labs. Twelve Reasons to Die II stellt den Nachfolger des 2013 veröffentlichten Albums Twelve Reasons to Die dar.

## Titelliste
1. Powerful One – 0:51
2. Return of the Savage (feat. Raekwon und RZA) – 3:12
3. King of New York (feat. Raekwon) – 3:31
4. Rise Up (feat. Scarub) – 2:04
5. Daily News – 0:49
6. Get the Money (feat. Vince Staples) – 4:15
7. Death’s Invitation Interlude (feat. RZA) – 0:36
8. Death’s Invitation (feat. Scarub, Lyrics Born und Chino XL) – 4:33
9. Let the Record Spin Interlude (feat. RZA) – 1:15
10. Let the Record Spin (feat. Raekwon) – 3:13
11. Blackout (feat. Raekwon) – 1:55
12. Resurrection Morning (feat. Raekwon und Bilal) – 2:41
13. Life’s a Rebirth (feat. RZA) – 2:51

## Rezeption

### Kritik
Die E-Zine Laut.de bewertete Twelve Reasons to Die II mit vier von möglichen fünf Punkten. Aus Sicht der Redakteurin Dani Fromm lasse sich „ohne Kenntnis des ersten Teils […] dieses zweite Dutzend ebenfalls verdammt guter Gründe zu töten allerdings wohl kaum verstehen, auch wenn der RZA als […] Erzähler immer wieder Fäden entwirrt, den Rahmen absteckt und es so enorm erleichtert, der Geschichte zu folgen.“ Der Produzent Adrian Younge hauche der Veröffentlichung „mit angefunkten Bässen, Wah-Wah-Sounds, Percussionspielereien und quietschenden Orgeln den souligen Vibe klassischer Blaxploitation-Film-Soundtracks ein.“ Dabei bieten die „durch die Bank atmosphärischen Produktionen […] vielleicht etwas weniger Abwechslung als auf dem ersten Teil“, was jedoch laut Fromm „dem Umstand geschuldet sein [möge], dass die Handlung hier keine Höhen und Tiefen kenn[e], sondern aus den blutgetränkten Niederungen einer längst ausgeuferten Mafia-Fehde in noch schwärzere Tiefen des finsteren Tals führ[e].“ Mit Raekwon, RZA, Living Legend Scarub, Lyrics Born, Vince Staples und Chino XL falle die Besetzung des Albums „wie so oft beim Sequel eines Erfolgs, eine deutliche Spur üppiger aus.“

### Bestenliste
In der Liste der besten „Hip Hop-Alben des Jahres“ 2015 von Laut.de wurde Twelve Reasons to Die II auf Rang 22 platziert. Aus Sicht der Redaktion bringe die „frisch eingeführte Figur Lester Kane, sprachgewaltig verkörpert von Raekwon, […] das Retro-Mafia-Rache-Schauermärchen erneut in Schwung.“ Trotz des Einsatzes des „als allwissender Erzähler über dem Geschehen thronende[n] RZAs“ empfehle sich „die beiden Konzeptalben hintereinander weg zu hören.“